# Abuta
Abuta är ett släkte av tvåhjärtbladiga växter. Abuta ingår i familjen Menispermaceae.

## Bildgalleri

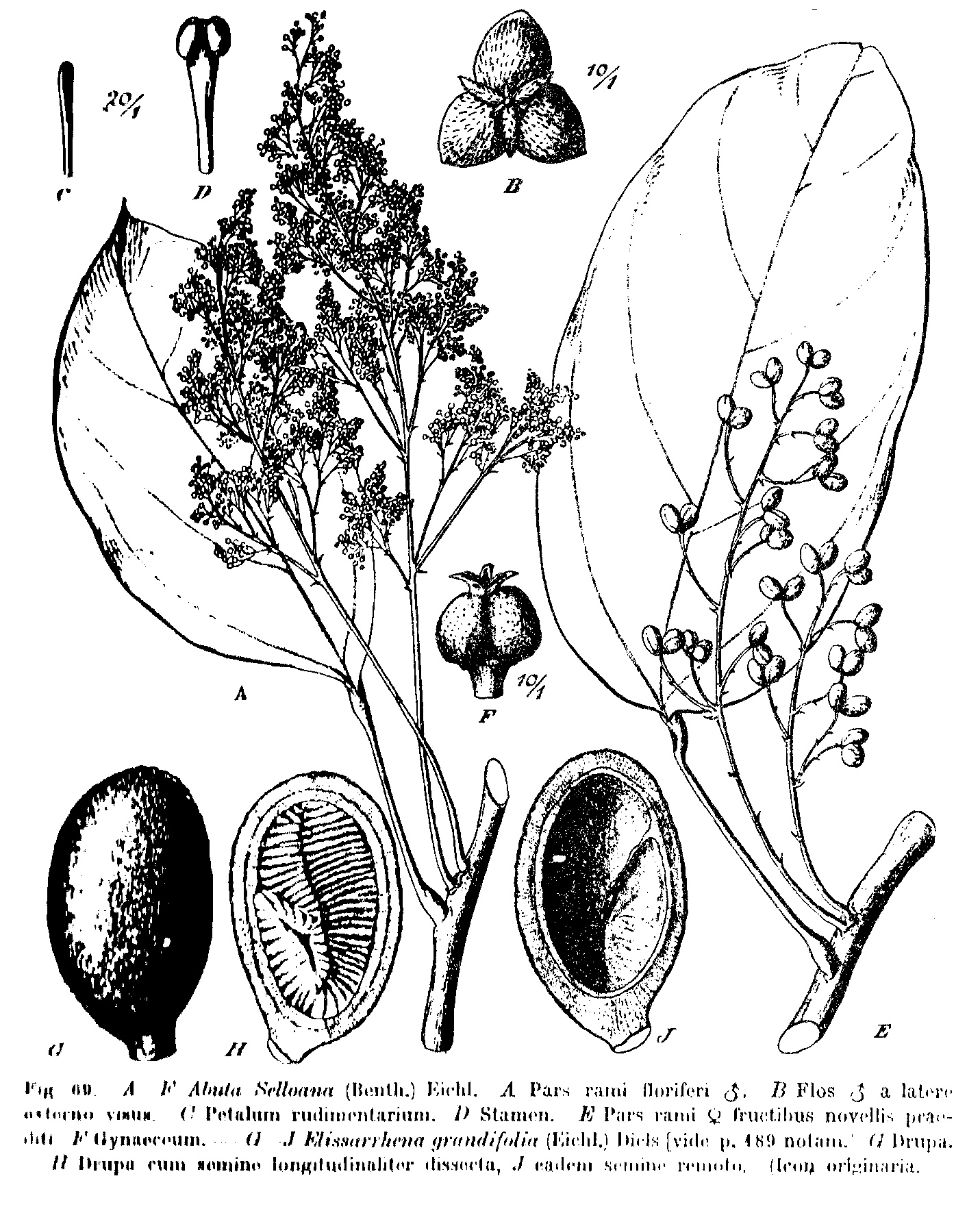
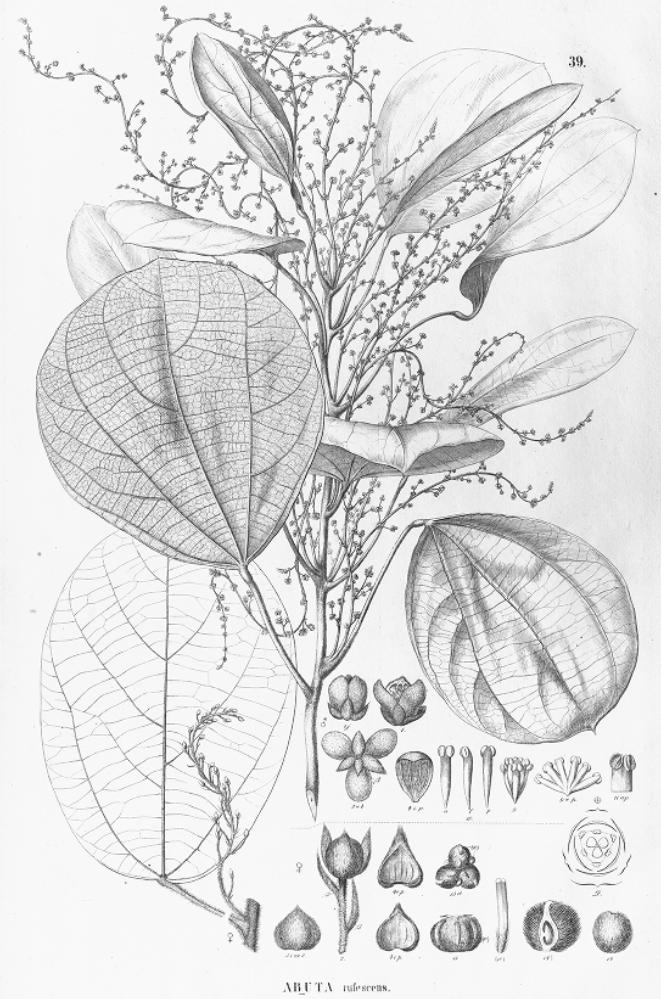
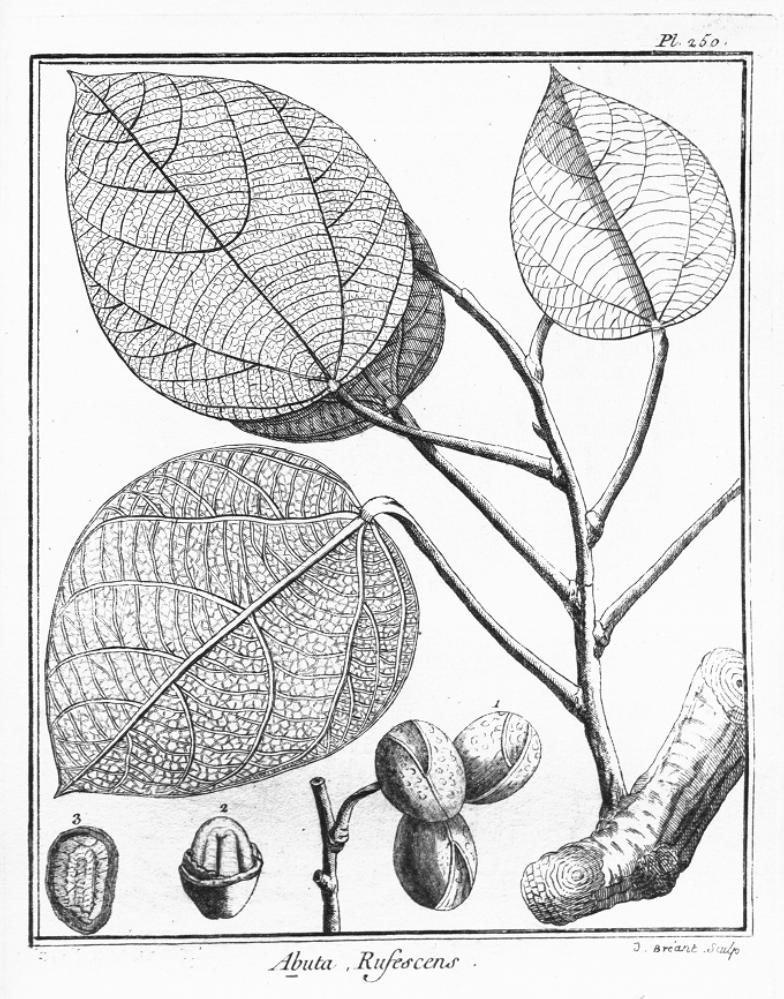

## Dottertaxa tillAbuta, i alfabetisk ordning[1]
- Abuta antioquiana
- Abuta aristeguietae
- Abuta barbata
- Abuta brevifolia
- Abuta brunnescens
- Abuta bullata
- Abuta candollei
- Abuta chiapasensis
- Abuta chocoensis
- Abuta colombiana
- Abuta convexa
- Abuta dwyerana
- Abuta fluminum
- Abuta grandifolia
- Abuta grisebachii
- Abuta imene
- Abuta longa
- Abuta mycetandra
- Abuta pahnii
- Abuta panamensis
- Abuta panurensis
- Abuta racemosa
- Abuta rufescens
- Abuta sandwithiana
- Abuta seemannii
- Abuta selloana
- Abuta solimoesensis
- Abuta soukupii
- Abuta spicata
- Abuta splendida
- Abuta trinervis
- Abuta vaupesensis
- Abuta velutina